# Bürgerwald (Landkreis Schweinfurt)

Lage im Landkreis Schweinfurt

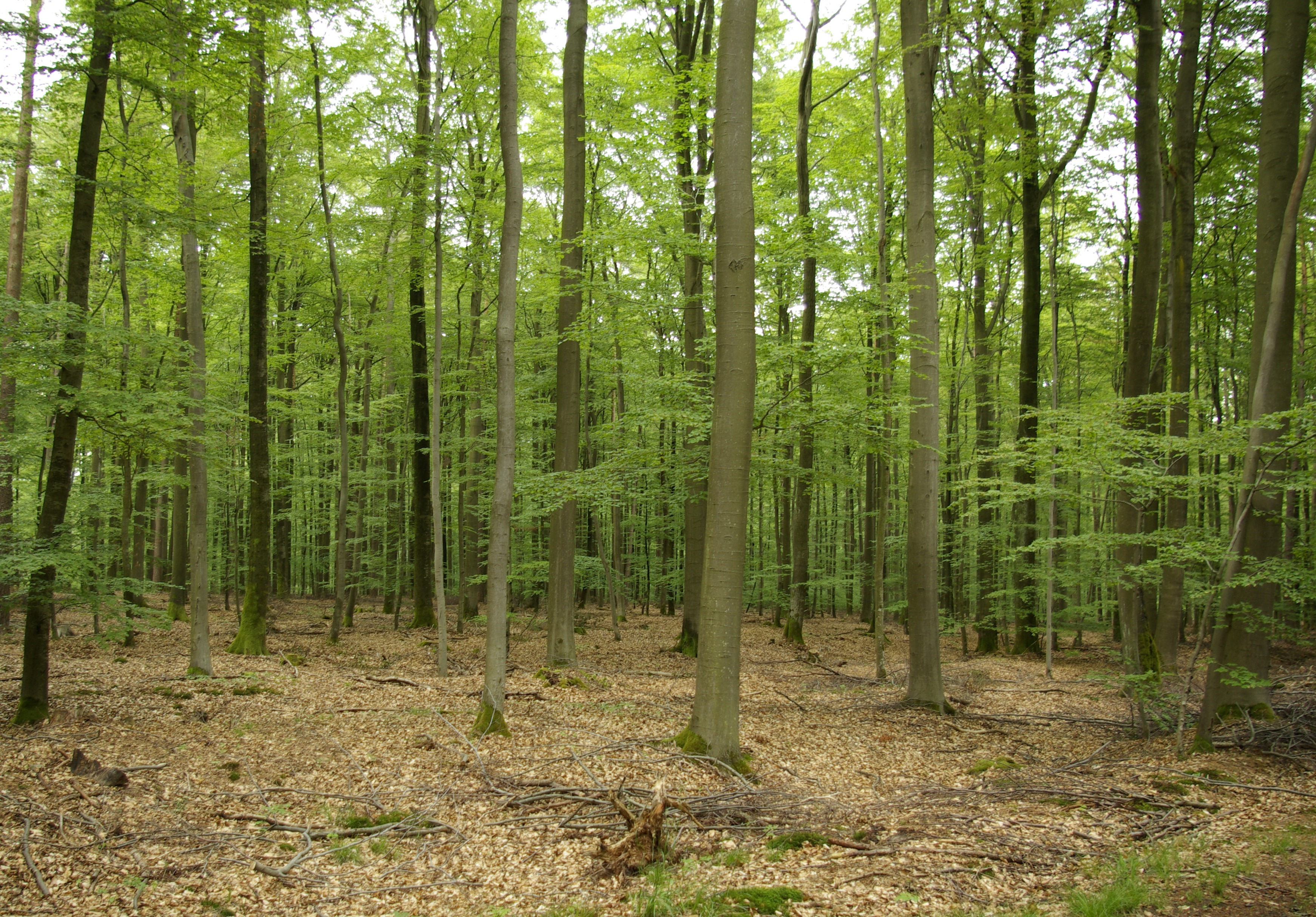
Waldbestand im Bürgerwald

Der Bürgerwald ist ein 8,04 Quadratkilometer großes gemeindefreies Gebiet im Unterfränkischen Landkreis Schweinfurt im Steigerwald. Das Gebiet befindet sich im gemeinsamen Eigentum der Gemeinde Dingolshausen und der Stadt Gerolzhofen. Das Gebiet entspricht dem Gemarkungsteil 0 der Gemarkung Gerolzhofen und ist komplett bewaldet. Am Nordhang des Berges Murrleinsnest befindet sich ein mittelalterlicher Burgstall. Der Gemeinsame Bürgerwald Gerolzhofen-Dingolshausen ist Teil des immateriellen Kulturerbes „Gemeinschaftswälder im Steigerwald“.

## Lage
Der Bürgerwald liegt nördlich des Berges Stollberg mit 476 m ü. NN Höhe. Der Berg Murrleinsnest mit 480 m ü. NN Höhe befindet sich im Westen des Gebiets.

## Nachbargemeinden
| Nonnenkloster (Gemeindefreies Gebiet) | Gemeinde Michelau                        | Vollburg (Gemeindefreies Gebiet)       |
| Gemeinde Dingolshausen                | Kompass                                  | Gemeinde Rauhenebrach                  |
| Stadt Gerolzhofen                     | Stollbergerforst (Gemeindefreies Gebiet) | Ebracher Forst (Gemeindefreies Gebiet) |